# PocketQube
PocketQube (englisch für „Taschenwürfel“) ist ein Industriestandard für eine Bauform von Kleinsatelliten. Die Satelliten werden so genannt, weil sie würfelförmig sind und mit einer Kantenlänge von 5 cm leicht in eine Jackentasche passen würden. Das Konzept wurde 2009 von dem Raumfahrtingenieur und Funkamateur Bob Twiggs als Weiterentwicklung der Cubesats vorgeschlagen. Die ersten vier PocketQubes, darunter der Amateurfunksatellit $50SAT, wurden 2013 während der UniSat-5-Mission vom Kosmodrom Jasny aus in eine Umlaufbahn gebracht.

## Varianten und technische Daten
Ein PocketQube-Würfel entspricht einem achtel Cubesat. Seine Masse darf maximal 250 g betragen. Ähnlich wie bei Cubesats gibt es Varianten, die den Raum mehrerer dieser Würfel einnehmen. Ein Satellit mit der Größe von drei Einheiten wird als 3p-PocketQube bezeichnet; häufige Größen sind 1p, 1.5p, 2p, 3p und 6p. Bei der Fertigung der Satelliten werden üblicherweise Standardbauteile verwendet.